# دوروثي وادهام
دوروثي وادهام (بالإنجليزية: Dorothy Wadham) (1534/1535 -تاريخ الوفاه 16 مايو عام 1618م) هي مؤسسة كلية وادهام أكسفورد في إنجلترا. تتميز بكونها أول امرأة تأسس كلية في أكسفورد أو كامبريدج وهي ليست من أفراد العائلة المالكة أو تحمل لقب أرستقراطية.